# Francisco Álvarez (pintor y grabador)
Francisco López Álvarez (Madrid, 24 de junio de 1936-Madrid, 31 de julio de 2024), conocido como Francisco Álvarez, fue un pintor y grabador español, perteneciente al grupo Estampa Popular de Madrid. Su obra se conserva en museos de diversas ciudades europeas y americanas. Ha sido ganador de varios premios, y realizado numerosas exposiciones individuales y colectivas. El inicio de su trayectoria artística fue como dibujante publicitario; como pintor y grabador empleó un lenguaje visual e ideológico emparentado con el realismo social. A lo largo de su vida su obra va a evolucionar hacia un realismo, con predominio del bodegón y el paisaje.

## Biografía

### Primeros años
Nacido en 1936 en Madrid, era el menor de seis hermanos. Su padre fue un preso político, que estuvo en diversos penales durante toda la infancia del artista. A la edad de catorce años, empezó a trabajar como botones en la oficina de La Universal; allí, entró en contacto con el mundo de la gráfica y el dibujo publicitario, por el que mostró un enorme interés. En la oficina colaboraba José Ortega, miembro fundador de Estampa Popular de Madrid, que conoció a Francisco y se convirtió en su mentor, naciendo entre ambos una profunda amistad que perduraría toda su vida. Con quince años, acudió al Centro de Instrucción Comercial, donde se dibujaba a partir de estatuas de yeso y que dirigía un profesor muy mayor que alcanzó cierto prestigio, Eduardo Navarro. Desde los dieciocho años asistió a las clases libres de pintura y dibujo en el Círculo de Bellas Artes de Madrid y grabado y litografía en la Escuela Nacional de Artes Gráficas y en la Escuela de Artes y Oficios de esta ciudad.

### Consagración
Entró en el grupo Estampa Popular de Madrid en 1961, tras la separación del grupo de dos de sus miembros por su oposición a la ampliación del mismo, a partir de entonces, en su obra se aprecia una influencia del grupo, centrándose en la temática social de raíz antifranquista.
En 1963 conoció a la pintora e ilustradora valenciana Vivi Escrivá, con quien contrajo matrimonio unos años después. Los viajes a Valencia para visitarla, le pusieron en contacto con estudiantes de la Escuela de Bellas Artes de San Carlos, como Manolo Valdés y Rafael Solbes, que junto con otros artistas valencianos fundarían Estampa Popular Valencia en 1964.
A partir de la década de 1970 empezó a exponer en Italia, país en el que obtuvo numerosos éxitos, premios de pintura y grabado y donde expuso con asiduidad hasta el año 2006.
Fue profesor en cursos de grabado como, Gráfica 86, Betanzos. La Coruña;  “Conoce el Museo y participa”. Museo Español de Arte Contemporáneo de Madrid, 1988 y Fundación “Casa de los Tres Mundos”. Granada, Nicaragua, 1991.

### Premios
- 1972 - Primer premio de pintura en el "Concurso Internacional de Arte de Pizzo"
- 1983 - Premio Santa Severina como pintor extranjero
- 1997 - Primer premio de grabado en el "IV Premio Internacional Grafica Mare"
- 2000 - Premio de pintura en San Giovanni in Fiore en Sila, Italia

### Obra representada en
- Museo de Ayllón
- Calcografía Nacional de Madrid
- Museo de Grabado de Buenos Aires, Argentina
- Museo itinerante Salvador Allende, Chile
- Museo de Arte Contemporáneo de Nicaragua
- Biblioteca Nacional de Madrid
- Diputación de Jaén
- Pinacoteca de la Caja de Ahorros de Calabria y Lucania
- Ayuntamiento de La Bisbal d'Empordá
- Museo Municipal Casa Orduña, Guadalest, Alicante
- Universidad de Cantabria
- Museo Nacional Centro de Arte Reina Sofíaa
- Fundación Cultural Miguel Hernández

### Exposiciones
Participó en numerosas exposiciones de pintura, dibujo y grabado en Madrid, Barcelona, Ibiza, París, Londres, Milán, Florencia, Venecia, Roma, Rimini, Bahía, Múnich, Nueva York y Dinamarca.
| 1960 | Galería Abril                          | Madrid               |
| 1961 | Sala Minerva (Círculo de Bellas artes) | Madrid               |
| 1965 | Galería Lope de Vega                   | Valencia             |
| 1967 | Club Pueblo                            | Madrid               |
|      | Galería Ebusus                         | Madrid               |
|      | Caja de Ahorros de Salamanca           | Valladolid           |
| 1968 | Galería Matéu                          | Valencia             |
|      | Casa de la Cultura                     | Avilés               |
|      | Ateneo                                 | Gijón                |
|      | Galería Da Vinci                       | Madrid               |
| 1970 | Galería Mikeldi                        | Bilbao               |
| 1971 | Galería “I Volsci”                     | Roma                 |
|      | Galería “Il Coscile”                   | Castrovillari        |
| 1973 | Galería Grosvenor                      | Madrid               |
|      | Galería Studio 52                      | Córdoba              |
|      | Centro de Cultura Arteincontro         | Messina              |
| 1974 | Casa del siglo XV                      | Segovia              |
|      | Galería Piquío                         | Santander            |
|      | Galería Picasso                        | Málaga               |
| 1977 | Galería Foro                           | Madrid               |
| 1978 | Galería La Scaletta                    | Matera               |
|      | Galería Il Cancello                    | Cosenza              |
| 1979 | Galería Orfila                         | Madrid               |
|      | Galería Trifalco                       | Roma                 |
| 1980 | Galería Meryan                         | Córdoba              |
|      | Galería La Scaletta                    | Matera               |
| 1981 | Galería La Meridiana                   | Messina              |
| 1982 | Galería 11                             | Alicante             |
|      | Galería Am Jakobsbrunnen               | Stuttgart,           |
| 1983 | Galería Montgo                         | Denia                |
| 1984 | Galería La Meridiana                   | Messina              |
| 1985 | Galería Trifalco                       | Roma                 |
| 1986 | Galería Tórculo                        | Madrid               |
|      | Biblioteca Nacional                    | Madrid               |
|      | Galería La Meridiana                   | Messina              |
| 1987 | Galería Rafael                         | Valladolid           |
| 1988 | Galería Arteincomice Incontr           | Torino               |
|      | Galería Tórculo                        | Madrid               |
| 1989 | Art Center                             | Nueva York           |
|      | Benjamin S. Rosenthal Library          | Nueva York           |
|      | Universidad Queens College             | Nueva York           |
| 1991 | Centre Municipal de Cultura            | Benissa              |
|      | Fundación “Casa de los tres mundos”    | Granada (Nicaragua)  |
|      | Fundación “Casa de los tres mundos”    | Managua (Nicaragua)  |
| 1992 | Castell de La Bisbal d’Empordà         |                      |
|      | Galería “Il Coscile”                   | Castrovillari        |
| 1993 | Galería Tórculo                        | Madrid               |
|      | Galería Albanese                       | Matera               |
| 1994 | Galería Arteincornice                  | Torino               |
| 1995 | Galería Can Marc                       | Begur                |
|      | Galería La Meridiana                   | Messina              |
|      | Quadrato di Idea                       | Roma                 |
| 1996 | Galería Fidia                          | Roma                 |
| 1998 | Galería Tórculo                        | Madrid               |
|      | Galería Arteincornice                  | Torino               |
| 1999 | Feria “Estampa” Galería Tórculo        | Madrid               |
| 2000 | Galería Il Gabbiano                    | Messina              |
| 2001 | Galería Artis                          | Salamanca            |
| 2002 | Museo Municipal “Casa Orduña”.         | Castell de Guadalest |
| 2003 | Galería Il Gabbiano                    | Messina              |
| 2004 | Galería “Il Coscile”                   | Castrovillari        |
| 2005 | Galería Orfila                         | Madrid               |
| 2007 | Galería Carmen Carrión                 | Santander            |
| 2009 | Galería Mar                            | Finestrat            |
| 2010 | Fundación Cultural Miguel Hernández    | Orihuela             |